# Cisti dell'epididimo
La cisti dell'epididimo o  spermatocele (pronuncia: /spermatoˈʧɛle/) è una cisti di ritenzione di un tubulo della rete testicolare o della testa dell'epididimo composta da fluido contenente spermatozoi. Piccoli spermatoceli sono abbastanza comuni, riscontrandosi in circa il 30% di tutti gli uomini. Possono variare in dimensione da pochi millimetri ad alcuni centimetri. Gli spermatoceli in genere non sono dolorosi. Tuttavia, alcuni uomini possono provare fastidio in caso di spermatoceli particolarmente grandi. Gli spermatoceli non sono indice di cancro al testicolo, né la loro presenza causa un aumento del rischio di cancro al testicolo. Inoltre, a differenza del varicocele, non sono associati ad una diminuzione della fertilità.

## Cause
Gli spermatoceli possono originarsi come diverticoli dai tubuli trovati nella testa dell'epididimo. La formazione di spermatozoi fa aumentare gradualmente il diverticolo, causando uno spermatocele. Sono dovuti al collegamento tra l'epididimo e la tunica vaginale.
Possono anche essere il risultato di epididimite, trauma o vasectomia. La cicatrizzazione di una qualsiasi parte dell'epididimo può causare la sua ostruzione e, a sua volta, formare uno spermatocele.

## Diagnosi

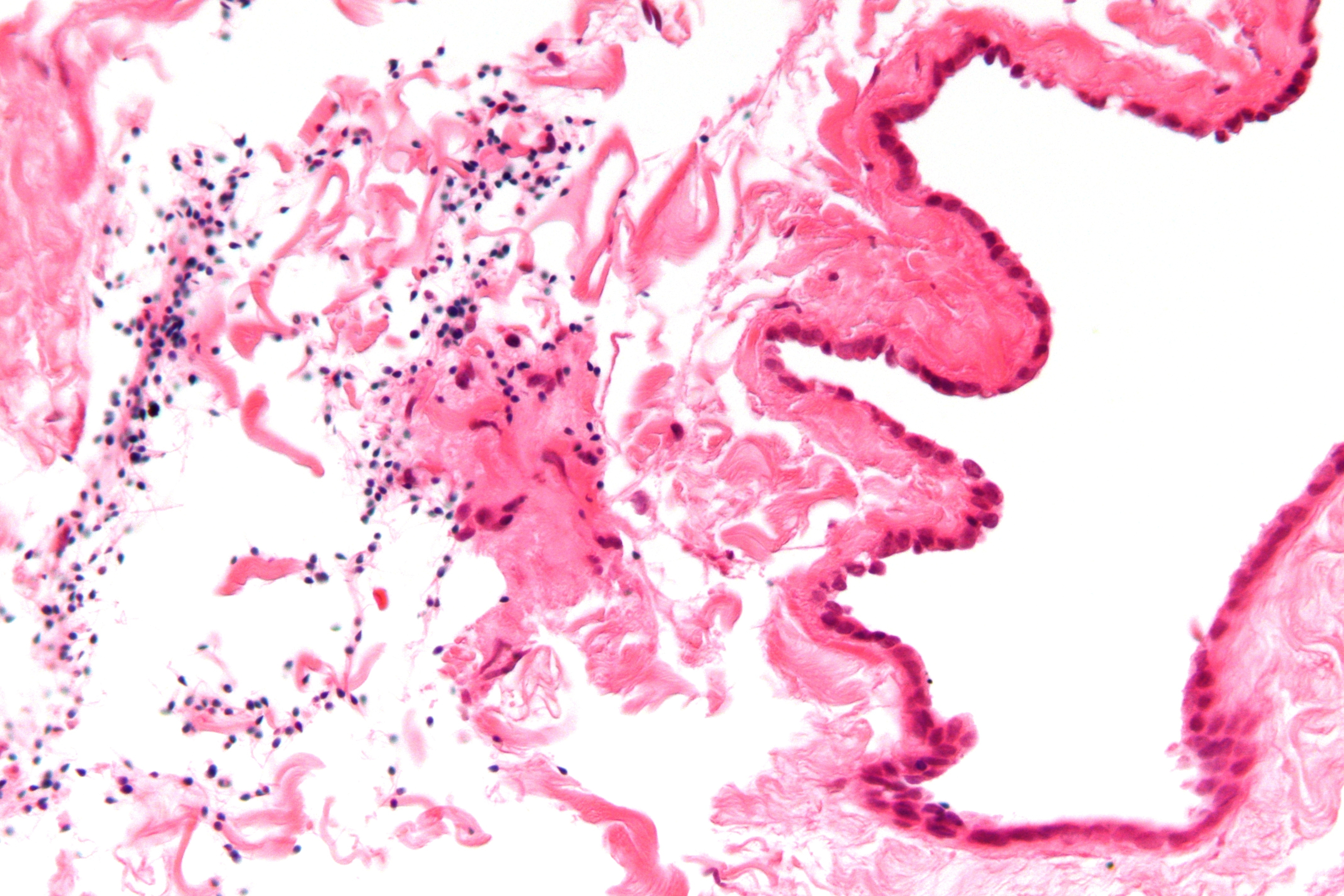
Micrografia di uno spermatocele. Presenza dello sperma che ne è caratteristica (punti neri - a sinistra)

Gli spermatoceli possono essere scoperti come masse scrotali trovate incidentalmente all'esame obiettivo da un medico. Possono anche essere scoperti mediante l'autopalpazione dello scroto e dei testicoli.
Trovare una massa cistica, indolore alla testa dell'epididimo, che risponde alla transilluminazione (cioè la massa cistica è trasparente alla luce) e può essere chiaramente differenziata dal testicolo è generalmente sufficiente per la diagnosi. Se vi è incertezza una ultrasonografia dello scroto può confermare che si tratta di spermatocele.
Se un uomo riscontra quello che sospetta essere uno spermatocele, è raccomandato che consulti un urologo.

## Trattamento
Il trattamento migliore per le cisti piccole e quelle più grosse ma asintomatiche è conservativo. Solo quando lo spermatocele aumenta a dimensioni considerevoli e causa forte fastidio o per volontà del paziente, è considerabile una spermatocelectomia. Tuttavia, il fastidio potrebbe perdurare.
La spermatocelectomia può essere effettuata con un day-hospital con l'uso di anestesia locale o generale.